# Marinefährprahm
Le Marinefährprahm (MFP), « barge de ferry naval », était la plus grande péniche de débarquement exploitée par la Kriegsmarine pendant la Seconde Guerre mondiale.
Ce type de navire fut exploité dans divers rôles (transport, mouilleur de mine, escorte, canonnière) en Méditerranée, en Baltique et en mer Noire ainsi que dans les eaux côtières de la Manche et de la Norvège. Développé à l'origine pour le projet d'invasion de l'Angleterre (opération Seelöwe) le premier de ces navires fut mis en service le 16 avril 1941, environ 700 étant achevés à la fin de la guerre en mai 1945. Les sources alliées appellent parfois cette classe de navire un « Flak Lighter » ou un « F-lighter». 

## Design et développement
Plusieurs types (A-D) ont été développés, dont la taille et l'armement divergent. Certains modèles spécialisés tels que les navires d'artillerie ou de pose de mines ont également été construits sur la base de ces engins. Ils n'étaient pas principalement utilisés pour leur rôle d'invasion initial, mais pour les fonctions de transport et de ravitaillement, d'escorte et de protection des ports. Les Marinefährprahm étaient protégés par un revêtement de blindage en acier de 20 mm d'épaisseur.

### Type A
Cette première version devait être de construction entièrement soudée afin de gagner du poids. Mais à la suite d'une pénurie de soudeurs qualifiés, seul le prototype original, le F100, fut construit de cette manière. Tous les modèles suivants comporteront un rivetage étendu.
La centrale électrique initialement prévue devait être deux moteurs d'avion BMW de 6 cylindres en surplus de 600 ch et un moteur de camion diesel Deutz de 6 cylindres. Fonctionnant avec les trois moteurs à plein régime, le MFP-A pouvait atteindre 13 nœuds. Mais les moteurs des avions BMW se révélèrent mécaniquement sujets aux problèmes et utilisaient des quantités excessives de carburant. Du fait de ces contraintes, il fut décidé à la place d'installer un ensemble standard de trois moteurs de camion diesel Deutz. Cela réduisit la vitesse maximale du navire à 10,5 nœuds, mais cette perte fut plus que compensée par une plus grande fiabilité de la centrale et une autonomie de croisière plus économique.

### Type A1

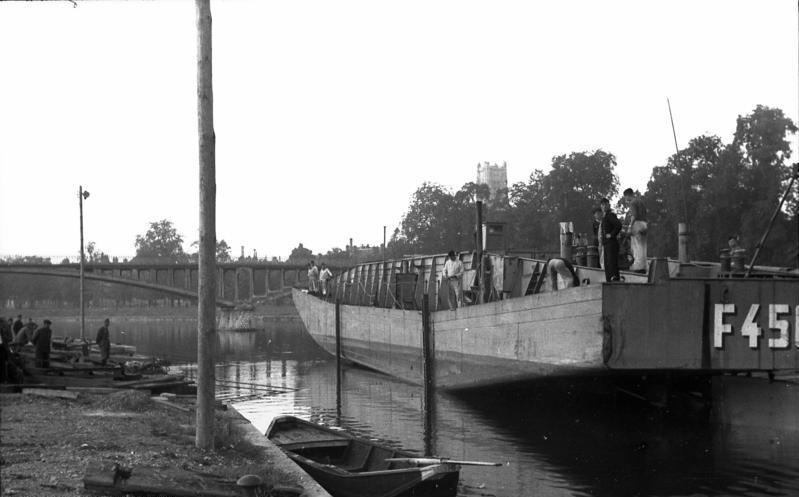
Des MFP allemands comme celui-ci furent transférés en Méditerranée pour compléter les péniches de débarquement de construction italienne destinées à l'invasion de Malte.

Ceux-ci étaient destinés à être utilisés dans l' opération Herkules, l'invasion italo-allemande planifiée mais jamais exécutée de Malte. Dix d'entre eux furent spécialement modifiés pour transporter chacun un char lourd russe KV-1 ou KV-2 capturé. Cela nécessita le renforcement et l'élargissement des ponts de puits et des rampes internes et le repositionnement vers l'extérieur des contrepoids de la rampe d'étrave afin de loger ces véhicules.

### Artilleriefährprahm(AFP)
L'Artilleriefährprahm ou AFP (ferry d'artillerie) était une canonnière dérivée du MFP. Ces navires étaient utilisés pour escorter les convois, les bombardements côtiers et le mouillage de mines. Ils étaient équipés de deux canons de 88 mm et de canons légers AA.

### Motozattera(MZ)
En préparation de son projet d'invasion de Malte, Operazione C3, la Regia Marina obtint les plans de conception de la Kriegsmarine pour le MFP-A à la fin de 1941 et passa une commande initiale de 65 navires, numérotés 701 à 765. Ces motozatteres (ou Bette MZ comme officiellement désignés) furent construits dans des chantiers navals italiens, principalement à Palerme et aux alentours, et donnèrent à la marine italienne la capacité amphibie nécessaire pour débarquer l'infanterie, les véhicules blindés et les fournitures directement sur une plage ouverte. Jusqu'à trois chars moyens M13 / 40 et 100 fantassins entièrement équipés pouvaient être transportés ou un poids équivalent en cargaison. Les seuls changements majeurs de conception furent le remplacement des moteurs diesel fabriqués en Italie (types de 6 cylindres OM BXD de 150 ch utilisés dans les trains diesel Littorina) pour le groupe motopropulseur allemand de trois moteurs de camion Deutz et le remplacement du canon de pont de 75 mm de fabrication allemande avec un canon italien à tir rapide de 76 mm / 40.
Le premier motozattera fut construit en mars 1942. En juillet de la même année, le mois prévu pour l'invasion de Malte, les 65 MZ avaient été achevés et étaient prêts au déploiement. Cependant le 27 juillet, l'invasion fut reportée indéfiniment et de nombreux MZ italiens fut détournés vers une tâche d'acheminement des approvisionnements de l'Italie vers la Libye et entre les ports le long de la côte libyenne afin de soutenir l'avancée de la Panzerarmee Afrika en Égypte.
En septembre 1942, 40 MZ supplémentaires (761-800) ont été commandés. Cette version modifiée comprenait une proue surélevé pour améliorer la tenue en mer, une quille renforcée, des réservoirs de carburant plus grands pour une portée accrue, une doublure en béton « blindé » de 100 mm d'épaisseur pour la protection anti-éclats et un deuxième canon AA de 20 mm monté au milieu du navire.
Une troisième série de 40 MZ fut commandée en juin 1943 mais aucune ne fut achevé. 20 autres exemples (MZ 801-820) étaient également prévus, étant une copie exacte du MFP-D (y compris les mêmes moteurs et armements), mais cela ne s'est jamais non plus concrétisé car à ce moment-là, la situation de guerre en Italie s'était considérablement aggravée et ses forces armées avaient été expulsées d'Afrique du Nord.
En tout, 95 motozatteres furent construits dans les chantiers navals italiens avant l'armistice de Cassibile le 8 septembre 1943.

## Opérations
La première utilisation de ce type de navire eut lieu pendant l'opération Barbarossa, l'invasion allemande de l'Union soviétique. 12 Marinefährprähme furent déployés au cours de l'opération Beowulf II dans le cadre de l'invasion allemande de Saaremaa, Hiiumaa et Muhu le 14 septembre 1941. Ils fournirent également un soutien logistique pendant le siège de Sébastopol en juin 1942. 24 Marinefährprähme du 1. Landungs-Flotille transportèrent un Kampfgruppe de la 46e division d'infanterie à travers le détroit de Kertch jusqu'à la péninsule de Taman dans le cadre de l'opération Blücher II dans la nuit du 2 septembre 1942.
Entre janvier et octobre 1943, des Marinefährprähme furent utilisés pour évacuer la 17e armée de la Wehrmacht de la tête de pont du Kouban sur la péninsule de Taman, dans le sud de la Russie, malgré les attaques soviétiques répétées pendant cette période. L'évacuation par la mer amena jusqu'en Crimée 239 669 soldats, dont 16 311 blessés, 27 456 civils et 115 477 tonnes de matériel militaire (principalement de munitions), 21 230 véhicules, 74 chars, 1 815 fusils et 74 657 chevaux.
En février 1944, trois MFP furent achetés par la marine roumaine, baptisés PTA-404, PTA-405 et PTA-406.
En mars 1945, participation au Raid de Granville.